# St. Matthäus und Eberhard (Kühlenfels)

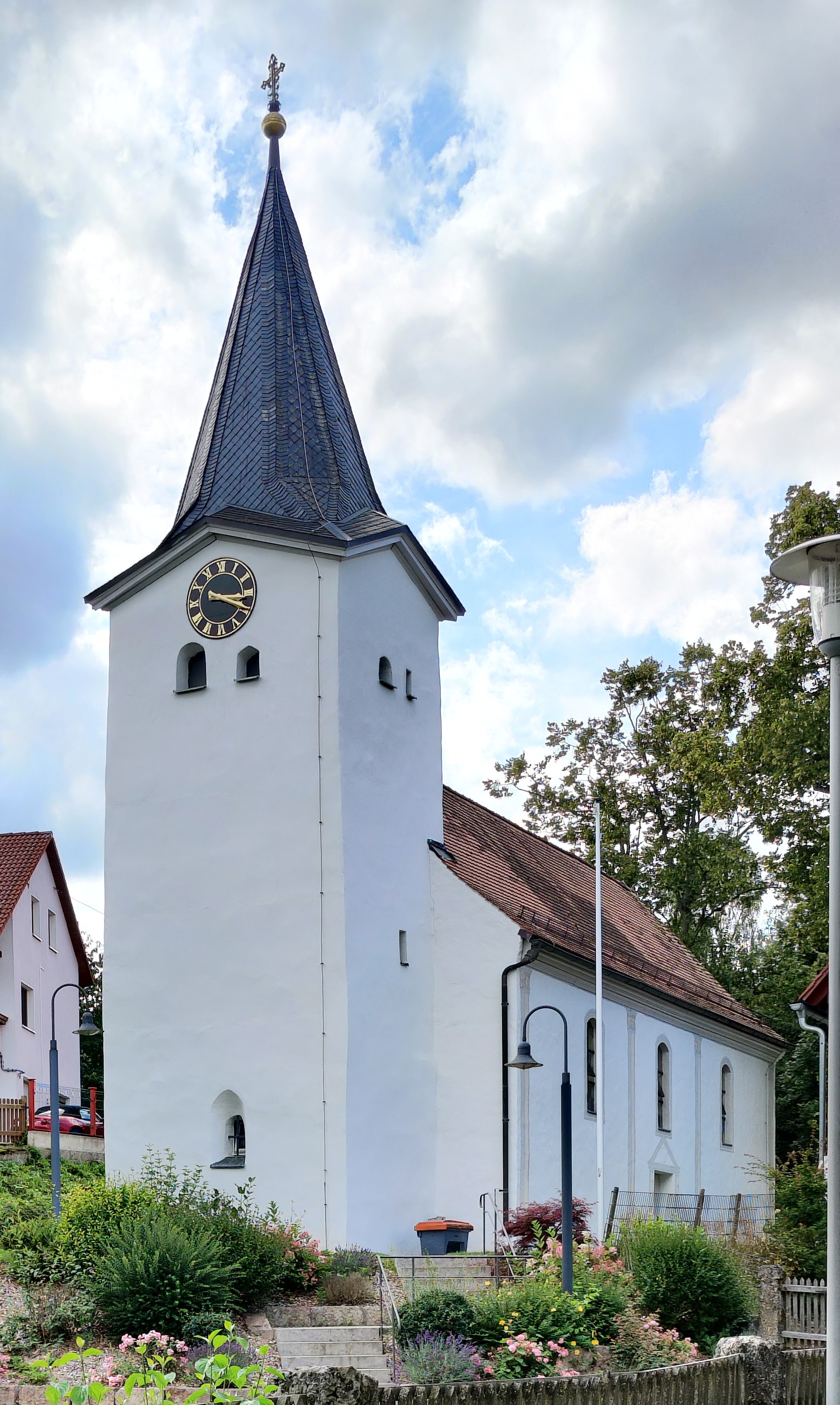
St. Matthäus und Eberhard in Kühlenfels

Die römisch-katholische, denkmalgeschützte Filialkirche St. Matthäus und Eberhard steht in Kühlenfels, einem Gemeindeteil der Stadt Pottenstein im Landkreis Bayreuth (Oberfranken, Bayern). Das Bauwerk ist unter der Denkmalnummer D-4-72-179-81 als Baudenkmal in der Bayerischen Denkmalliste eingetragen. Die Kirche gehört zur Pfarrei St. Johannes der Täufer (Kirchenbirkig) des Erzbistums Bamberg.

## Beschreibung
Die unteren Geschosse des Chorturms der Saalkirche stammen aus dem 13./14. Jahrhundert. Das Langhaus aus drei Jochen wurde 1747/48 nach Westen angebaut. Der Chorturm wurde zur Unterbringung der Turmuhr aufgestockt und mit einem achtseitigen, schiefergedeckten Knickhelm bedeckt. Das Erdgeschoss des Chorturms wurde als Sakristei abgetrennt. Der Altar vom Ende des 17. Jahrhunderts birgt ein um 1500 entstandenes Marienbildnis. Die Orgel wurde 1879 von Johann Wolf gebaut.